# Hamnavoe (Schiff)
Die Hamnavoe ist eine Ro-Pax-Fähre der Reederei NorthLink Ferries. Sie verkehrt zwischen Scrabster im Norden des schottischen Festlands und Stromness auf der Orkney Insel Mainland.

## Geschichte
Die Fähre wurde unter der Baunummer 440 auf der finnischen Werft Aker Finnyards in Rauma (heute: Rauma Marine Constructions) gebaut. Das Schiff wurde am 19. Januar 2001 bestellt. Der erste Stahlschnitt fand am 20. August 2001, die Kiellegung am 15. Februar 2002 und der Stapellauf am 2. Juni 2002 statt. Die Fertigstellung erfolgte am 1. Oktober 2002. Das Schiff wurde damit etwas verspätet abgeliefert. Getauft wurde es am 19. Oktober 2002 in Stromness.
Die Indienststellung erfolgte erst im April 2003, da der neue Anleger in Scrabster nicht rechtzeitig fertig wurde. Das Schiff lag solange in Leith, während die Strecke vorübergehend von der CalMac-Fähre Hebridean Isles bedient wurde. Die Hebridean Isles bedient die Strecke teilweise auch während Werftliegezeiten der Hamnavoe.
Die Baukosten der von der Royal Bank of Scotland finanzierten Fähre beliefen sich auf £ 28 Mio. belief, Die Fähre ist nach dem altnordischen Namen von Stromness benannt, das auch so viel wie „sicherer Hafen“ bedeutet. Sie ist eine von drei Fähren, die für NorthLink Orkney and Shetland Ferries für den Fährverkehr vom schottischen Festland zu den Orkney- und Shetlandinseln, den die Reederei ab Oktober 2002 übernehmen sollte, gebaut wurden. Im April 2018 kaufte Caledonian Maritime Assets Ltd. alle drei Fähren von der Royal Bank of Scotland.

## Technische Daten und Ausstattung
Die Fähre wird von zwei Viertakt-Neunzylinder-Dieselmotoren des Herstellers Caterpillar (Typ MaK 9M32C) mit jeweils 4340 kW Leistung angetrieben. Die Motoren wirken über Untersetzungsgetriebe auf zwei Verstellpropeller. Das Schiff ist mit zwei elektrisch angetriebenen Bugstrahlrudern mit je 600 kW Leistung ausgerüstet.
Für die Stromerzeugung stehen zwei von den Hauptmotoren angetriebene Stamford-Wellengeneratoren sowie drei von Mitsubishi-Dieselmotoren des Typs S6R-M(P)TK angetriebene Generatoren zur Verfügung. Weiterhin wurde ein von einem Sisu-Dieselmotor des Typs 153 DSJGK angetriebener Notgenerator verbaut.
Das Schiff verfügt über ein durchlaufendes Fahrzeugdeck mit fünf Fahrspuren auf 391 Spurmetern. Das Fahrzeugdeck ist über eine Bug- und eine Heckrampe zugänglich. Die Bugrampe befindet sich hinter einem seitlich öffnenden Bugvisier. Die Zufahrt am Bug ist 3,9 Meter breit und 4,9 Meter hoch, die am Heck 4,3 Meter breit und 4,9 Meter hoch. Die maximale Achslast auf dem Fahrzeugdeck beträgt 14 Tonnen. Die Fahrzeugkapazität beträgt knapp 100 Pkw.
Unterhalb des Fahrzeugdecks befindet sich unter anderem der Maschinenraum. Oberhalb des Fahrzeugdecks befinden sich drei Decks mit den Einrichtungen für Passagiere und Besatzungsmitglieder sowie die Brücke und technische Räume. Auf Deck 5 sind im vorderen Bereich unter anderem 26 Mannschaftskabinen, 22 Einzel- und vier Doppelkabinen, Offiziers- und Mannschaftsmesse sowie die Pantry untergebracht. Dahinter befinden sich Aufenthaltsbereiche für die Passagiere, u. a. ein Cafe-/Barbereich und Sitzgelegenheiten sowie ein Laden und im hinteren Bereich 16 Passagierkabinen, davon zwölf Doppelkabinen, zwei Vierbettkabinen und zwei behindertengerechte Doppelkabinen. Insgesamt stehen somit 36 Betten zur Verfügung. Außerdem gibt es auf dem Deck Duschmöglichkeiten für Lkw-Fahrer. Auf Deck 6 befinden sich im vorderen Bereich Restaurants, darunter ein separater Bereich für Lkw-Fahrer, sowie die Kombüse. Im hinteren Bereich sind eine Bar und ein Ruhebereich untergebracht. Außerdem befindet sich hier ein offenes Sonnendeck mit Sitzgelegenheiten. Auf Deck 7 sind elf Offizierskabinen, ein Büro, die Brücke sowie verschiedene technische Räume untergebracht.
Zur Dämpfung von Rollbewegungen ist das Schiff mit zwei Flossenstabilisatoren ausgerüstet.